# Urbárium
Az urbárium a magyar jogtörténetben a jobbágynak földesura iránti kötelezettségeit rögzítő írott vagy íratlan, a földesúr elhatározásán, szokásjogon vagy tételes jogon alapuló szabályrendszer volt. Írásos forma esetén egyúttal a földesúr és jobbágyainak a gazdálkodással kapcsolatos fontosabb adatait rögzítő összeírás is volt, tartalmazta többek között a jobbágyok kötelezettségeit, állatállományát, eszközeit, szerszámait, telkének nagyságát és milyenségét is.

## Az úrbér
Az úrbér a jobbágyok tartozásainak összessége volt a földesúrral szemben.

## Az úrbéresek
Az úrbéri szabályok által földhöz kötött jobbágyokat úrbéreseknek nevezték. 

## Története
Az urbáriumok a középkorban a földesúr és a jobbágy kölcsönös jogait és kötelezettségeit szabályozó írásbeli rendeletek voltak. Ilyen rendeleteket századokon át maguk a földesurak adtak ki, a törvények csak a szolgáltatások maximumát állapították meg. E rendeletek egyoldalú, hiányos és hézagos intézkedéseikkel tarthatatlan állapotokat idéztek elő. Az úrbéri viszonyok rendszeres szabályozását Mária Terézia alatt indították meg; az 1767-ben kiadott országos érvényű urbáriumot, amely helyszíni munkálatok alapján készült, királyi leirattal tették közzé. Az urbárium két lényeges része volt a jobbágytartozások megállapítása és annak meghatározása, hogy a földesúr mekkora földet köteles a jobbágyoknak adni. Kétféle jobbágyterhet állapítottak meg: 1. pénz- és terménybeli szolgáltatás, 2. robot. 
Az 1790/91. évi XXXV. törvénycikk elrendelte, hogy az urbárium újraalkotandó, azonban az úrbéres viszony rendszeres tárgyalását csak az 1832–36. évi országgyűlés kezdte meg. Törvény szabályozta a jobbágyok költözését, a jobbágytelki állomány nagyságát, a jobbágyok hasznait és tartozásait, külön törvény intézkedett az úrbéri kötésekről, a jobbágyközségek belső igazgatásáról, és végül a földesúri törvényhatóságokról és az úrbéri perekről. Az 1840. évi VII. törvénycikk apróbb módosításokat hozott. 

### Megszüntetése
Az 1848. évi IX. törvénycikk az úrbéri viszonyt megszüntette. A földesurak kártalanításának módjáról csak az 1853. évi március 2-i és az 1854. évi június 16-i nyílt parancsok intézkedtek. Ezekkel összefügg az 1868. évi XXXIII. törvénycikk (az úrbéri örökváltságok megtérítéséről) és az 1871. évi LIII. törvénycikk, illetve az azt módosító 1877. évi XII. törvénycikk az úrbéri kapcsolatokból fennmaradt jog- és birtokviszonyok rendezéséről.